# Angela Davis
Angela Yvonne Davis (Birmingham, Alabama, 26. siječnja 1944.) je američka marksistička i feministička politička aktivistica, filozofkinja, akademska djelatnica i autorica sa statusom profesora na Sveučilištu u Kaliforniji u Santa Cruzu. Davis je bila dugogodišnja članica Komunističke partije SAD-a (CPUSA) i jedna od osnivačica Komiteta za korespondenciju za demokraciju i socijalizam (CCDS). Davis je puno pisala o temama kao što su klasa, rod, rasa i zatvorski sustav u SAD-u.
Rođena je u Birminghamu u Alabami, a studirala je na Sveučilištu Brandeis i Sveučilištu u Frankfurtu. Studirajući pod vodstvom Herberta Marcusea i utjecajem Frankfurske škole sve je više dolazila u dodir sa radikalnom lijevom politikom. Po povratku u SAD studirala je na Sveučilištu u Kaliforniji u San Diegu prije preseljenja u Istočnu Njemačku gdje je doktorirala na Sveučilištu u Berlinu. Po ponovnom povratku u SAD pridružila se Komunističkoj partiji i postala aktivna u vezi brojnih društvenih tema i problema kao što su feministički pokret drugog vala ili kampanja protiv Vijetnamskog rata. 1969. godine zaposlena je kao asistentica filozofije na Sveučilištu u Kaliforniji u Los Angelesu (UCLA). UCLA ju je ubrzo otpustila zbog članstva u Komunističkoj partiji, a nakon što je sud odluku o otpuštanju proglasio ilegalnom sveučilište ju je svejedno otpustilo zbog korištenja neprimjerenog jezika.
1970. pištolj koji joj je pripadao korišten je u oružanom preuzimanju sudnice u okrugu Marin u Kaliforniji pri čemu su četiri osobe smrtno stradale. Pod optužnicom za tri zločina koja su uključivali i urotu s ciljem ubojstva, držana je u zatvoru dulje od godinu dana prije nego je 1972. godine oslobođena po svim točkama optužnice. Kroz 1980-e dva puta je bila kandidat Komunističke partije za zamjenika predsjednika, a u isto je vrijeme bila zaposlena kao profesorica etničkih studija na Državnom sveučilištu San Francisca. 1991. godine je u kontekstu raspada SSSR-a napustila Komunističku partiju i sudjelovala u osnivanju CCDS-a. Iste se godine pridružila katedri za ženske studije na Sveučilište u Kaliforniji u Santa Cruzu gdje je postala i direktorica katedre do umirovljenja 2008. godine. 1997. sudjelovala je u osnivanju Kritičnog otpora, organizacije koja radi na ukidanju zatvorsko-industrijskog kompleksa. I nakon umirovljenja nastavila je pisati i djelovati unutar pokreta kao što su Occupy i Kampanji za bojkot, deinvestiranju i sankcije.
Davis je primila brojne nagrade uključujući i Lenjinovu nagradu za mir u SSSR-u, a uvrštena je i u američku Nacionalnu žensku kuću slavnih. Zbog optužbi zbog podrške političkom nasilju i potpore SSSR-u često ju se u SAD-u smatralo i kontroverznom javnom osobom. 2020. magazin Time odabrao ju je kao ženu godine za 1971. prilikom sastavljanja liste od 100 žena po godinama od godine kada su žene u SAD-u dobile pravo glasa. Iste ju je godine magazin uvrstio i među 100 najutjecajnijih osoba na svijetu.
U lipnju 2024. Angela Davis prvi je puta posjetila Hrvatsku i Zagreb. U sklopu 17. izdanja Subversive Festivala, održan je razgovor s Angelom Davis u Velikoj dvorani Koncertne dvorane Vatroslava Lisinskog. U razgovoru se osvrnula na svoj aktivistički i teorijski rad koji je obilježen djelovanjem protiv historijski situiranog sistemskog rasizma i karceralnog nasilja u SAD-u. Govorila je i o specifičnosti odnosa rase, roda i klase u doba neoliberalne globalizacije, u aktualnom političko-ekonomskom prilikama, označenog brojnim ratnim zonama i sve većem otporu prema narodima koji „teroriziraju“ Zapad.